# Charles Emil Kany
Charles Emil Kany (* 1895 in Dolgeville, Herkimer County; † 9. August 1968 in Los Angeles) war ein US-amerikanischer Romanist und Hispanist tschechischer Abstammung.

## Leben und Werk
Kany studierte bis 1917 an der University of Michigan, erwarb den Mastergrad 1918 an der Harvard University und wurde dort 1920 promoviert mit der Arbeit The Beginnings of the Epistolary Novel in France, Spain and Italy (Berkeley 1937).  Er lehrte zwei Jahre am Bryn Mawr College und ging 1922 an die Universität von Kalifornien in Berkeley. Dort war er von 1943 bis zu seiner Emeritierung 1962 Professor für Spanisch.
1928 erhielt er ein Guggenheim-Stipendium.

## Werke

### Hispanoamerikanische Trilogie
- American-Spanish Syntax, Chicago 1945, 1951 (spanisch: Sintaxis hispanoamericana, Madrid 1969, 1976, 1994)
- American-Spanish Semantics, Berkeley 1960 (spanisch: Semántica Hispano-americana, Madrid 1962)
- American-Spanish Euphemisms, Berkeley 1960

### Sprechsprachenlernen
- Spoken Spanish for Flying Cadets and our Armed Forces, Boston 1942
- Spoken Spanish for Travelers and Students, Boston 1943
- (mit Fidelino de Figueiredo) Advanced Portuguese conversation, Boston 1943
- (mit Christian F. Melz) Spoken German for travelers and tourists, Boston 1946
- (mit Charles Speroni) Spoken Italian for students and travelers, Boston 1946
- Spoken Russian for Students and Travelers, Boston 1951

### Weitere Werke
- (Hrsg.)  Ramón de la Cruz, Ocho sainetes inéditos, Berkeley/London 1925
  - (Hrsg.) Five sainetes of Ramón de la Cruz, Boston 1926
- Fiestas y costumbres españolas, Boston 1929
- Life and manners in Madrid 1750-1800, Berkeley 1932
- (Hrsg.) Gregorio Martínez Sierra, Rosina es frágil, Boston 1938
- Practical Spanish Grammar, Boston 1951